# アダクチリディウム
アダクチリディウム（Adactylidium）は、独特の生活環を持つダニ。アダクチリディウムの妊娠した雌は、アザミウマの卵に寄生し、そこから栄養を摂る。寄生してから約48時間後に6個から9個の卵が母ダニの体内で孵化し、幼虫は母ダニの体を食べることで成長する。孵化した子ダニは1匹が雄で、それ以外の5匹から8匹は雌であり、1匹の雄が全ての自分の姉妹を相手に兄妹・姉弟で近親交配する。その後、これらの子供たちは母ダニの体に穴をあけて外に出ていくが、雄は外に出るとすぐに死んでしまう。雌はアザミウマの卵を見つけて同じプロセスを行う。